# Dimmi che c'è
Dimmi che c'è è un singolo del rapper italiano Thasup, pubblicato il 17 marzo 2023 come unico estratto dalla riedizione del secondo album in studio Carattere speciale.

## Descrizione
Il brano ha visto la partecipazione vocale di Tedua, segnando la seconda collaborazione tra i due artisti, ed è stato anticipato da varie anteprime diffuse attraverso i social network.

## Video musicale
Il video, reso disponibile nello stesso giorno, è stato diretto da Late Milk e mostra per la prima volta il rapper, voltato di spalle, in versione umana e non animata che si stabilizza sulla Terra dopo aver trascorso un viaggio sulla Luna.

## Tracce
Testi di Davide Mattei e Mario Molinari, musiche di Davide Mattei.
1. Dimmi che c'è (feat. Tedua) – 3:02

## Classifiche

### Classifiche settimanali
| Classifica (2023) | Posizione massima |
| ----------------- | ----------------- |
| Italia            | 7                 |

### Classifiche di fine anno
| Classifica (2023) | Posizione |
| ----------------- | --------- |
| Italia            | 64        |